# Csögle
Csögle ist eine ungarische Gemeinde im Kreis Devecser im Komitat Veszprém.

## Geografische Lage
Csögle liegt knapp zehn Kilometer südöstlich der Stadt Celldömölk. Nachbargemeinden sind
Kispirit, Egeralja und Kiscsősz.

## Geschichte
Csögle wurde bereits 1275 unter dem Namen Chyglo urkundlich erwähnt.

## Sehenswürdigkeiten
- Reformierte Kirche, erbaut 1783 (Spätbarock)
- Weltkriegsdenkmal (Hősi emlékmű), erschaffen von Mihály Singer

## Verkehr
In Csögle treffen die Landstraßen Nr. 8413 und Nr. 8415 aufeinander. Die nächstgelegenen Bahnhöfe befinden sich nördlich in Külsővat und südwestlich in Boba.